# Модерни петобој
Модерни петобој је олимпијски спорт који се састоји од такмичења појединаца и екипа у 5 различитих спортова: мачевања, стрељаштва, јахачког прескакања (15 скокова), пливања слободним стилом (200 м) и трчања (3.200 м), у трајању од пет дана. Назив модерни је додат зато да се овај спорт јасно разликује од атлетског петобоја, који укључује сасвим друге дисциплине. Догађај је инспирисан традиционалним петобојем одржаним током древних Олимпијада. Будући да су оригинална такмичења била обликована на основу вештина потребних идеалном грчком војнику из те ере, модерни петобој је слично томе формулисан тако да обухвата активности којима су представљене вештине потребне коњици иза непријатељских линија.
Овај спорт је био један од основних спортова на Олимпијским играма од 1912. године, упркос покушајима његовог уклањања. Светско првенство у модерном петобоју одржава се сваке године од 1949. године.
Првобитно је такмичење трајало четири или пет дана. Године 1996. усвојен је једнодневни формат у настојању да овај спорт буде у већој мери прилагођен публици. Модерни петобој, упркос своје дуге олимпијске историје, морао је неколико пута да оправда своје укључивање у модерне олимпијске игре. Дана 11. фебруара 2013. у Лозани, МОК је још једном потврдио модерни петобој као један од 25 главних спортова олимпијског програма до 2020. године. Управно тело, Међународна унија модерног петобоја (UIPM), регулише овај међународни спорт у више од 90 земаља на свим континентима света.

## Историја
Фондација модерног пентатлона је спорна. С једне стране, барон Пјер де Кубертен, оснивач модерних Олимпијских игара, наглашавао је своје ауторство. С друге стране, Виктор Балк, председник Организационог одбора игара 1912. године, показао је да је искористио дугу традицију шведских војних мулти-спортских догађаја, како би створио модеран пентатлон.
Састав савременог петобоја базира се на причи о идеалном војнику из коњичке јединице који се нађе иза непријатељских линија и мора јахати по непознатом терену, борити се мачем и пиштољем, трчати и пливати. Антички петобој (пентатлон) састојао се од трчања, бацања копља и диска, скока удаљ и рвања. У програм античких игара уврштен је 708. године п. н. е.
У новије време неговао се као спортско такмичење у Шведској (1900. на предлог Пјер де Кубертен, оснивача модерних Олимпијских игара 1909. године уврштен је у програм Олимпијских игара, као олимпијски петобој. Модерни петобој је први пут укључен на Олимпијским играма у Стокхолму 1912. године и од тада је у програму Игара. Екипно такмичење је уведено 1952. али је 1992. искључено из програма Игара. Такмичење у женској конкуренцији је уведено у програм Игара 2000. године.
У неолимпијским годинама, одржавају се светска првенства, са традицијом од 1949. године. У почетку је такмичење трајало 5 дана (сваки дан по једна дисциплина), али је у циљу популаризације и комерцијализације овог спорта 1996. уведено једнодневно такмичење.
Упркос великом реномеу овог спорта у модерном олимпизму, као јединог спорта који је осмишљен управо због Игара и такмичења на њима, модерни петобој није попримио ширу популарност. Већи број клубова и такмичара данас делује само у делу источне Европе, захваљујући већој традиционалној повезаности спорта и војске у тим земљама. Последњих година је било предлога да се модерни петобој искључи из олимпијског програма. МОК je 2005. године донео одлуку по којој остаје у програму Игара сигурно до 2012. године.
Модерним петобојем управља међународна организација УИПМ (Union Internationale de Pentathlon Moderne). Основано је 1948, са седиштем у Стокхолму, тако да је прво Светско првенство организовао 1949.

## Дисциплине модерног петобоја
- Стрељаштво: користи се ваздушни пиштољ калибра 4,5 mm, на удаљености 10 m из стојећег става. Сваки такмичар има на располагању 20 хитаца, са ограниченим временом од 40 секунди између сваког хица.
- Мачевање: такмичење се одржава по кружном систему, свако са сваким.
- Пливање: дисциплина је 200 m слободним стилом. Такмичари се сврставају у групе по јачино према пријављеном најбољем резултату.
- Јахање: такмичење се састоји у кросконтри коњичкој трци на стази дужине 350-400 m са 12 до 15 препона. Такмичарима се додељује коњ путем жреба непосредно пред само такмичење.
- Трчање: дисциплина је крос на дистанци од 3000 метара. Такмичари добијају стартне бројеве према резултатима у претходне четири дисциплине, и то на начин да најбоље пласирани креће први, а најслабије пласирани последњи. Ко први прође циљ трке је уједно и победник модерног петобоја.

## Измене током времена
У новембру 2008. УИПМ је променио систем такмичења, који је стартовао од 2009. Одлучено је да се дисциплине стрељаштва и атлетике одржавају комбиновано. Такмичари су након сваког од три круга гађања трчали по један километар. У сваком од три круга, такмичари су пуцали пет хитаца, уз пуњење оружја после сваког хица; након тога су могли да наставе трчање. Промашаји нису кажњавани, али прекорачење предвиђеног времена за гађање је кажњавано са додатних седамдесет секунди.
Након успешне пробе на Олимпијским играма младих 2010. године пиштољи су замењени ласерским. Употреба ласерских пиштоља је смањила трошкове гађања за приближно две трећине и омогућила одржавање такмичења на новим борилиштима јер је њиховом употребом повећан ниво безбедности.

### Пуцање и трчање
Од 1912. до 1988. за гађање су коришћени обични пиштољи или касније спортски пиштољи. Од 1989. до 2009. године, дисциплина гађања је укључивала гађање ваздушним пиштољем калибра 4,5 mm (.177 cal) у стојећем положају са удаљености од 10 метара у непокретну мету. Формат је био онај у такмичењу ваздушним пиштољем од 10 метара: сваки такмичар је имао 20 хитаца, са 40 секунди дозвољених за сваки хитац. Почевши од такмичења на Светском првенству 2011. године, ласерски пиштољи су коришћени уместо пиштоља са стварним пројектилима. Постоји мало кашњење између повлачења окидача и ласерског испаљивања, симулирајући време које би било потребно да се метак изађе из цеви. Ваздушни пиштољи са ласерским предајницима уведени су у прелазном периоду и још увек су у употреби. Наменски направљени ласерски пиштољи се развијају и обично се користе од средине 2010-их. Ласерски пиштољи и мете морају бити хомологовани од стране UIPM-а.
До Олимпијских игара 2000. трчање је било 4 километра. Тркачка дисциплина је потом скраћена на трчање на 3 km.
У 2009. трчање и гађање су комбиновани у три круга од 1000 m, а сваком је претходило гађање пет мета ласером за 70nbsp;секунди или мање. Од почетка сезоне 2013. године, ласерска трка је промењена тако да се састоји од четири круга од 800 m (повећавајући раздаљину на 3,2 километра) чему је претходило ласерско гађање пет циљева за 50 секунди или мање. Ова промена је имала за циљ да врати део важности вештине гађања која се сматрала изгубљеном у оригиналном комбинованом догађају 2009.

### Укупно бодовање и операција
Бодовање је првобитно рађено по систему поена за место са најнижим резултатом. Од Светског купа 1954. табеле бодова се користе за сваки од пет догађаја и поени се додају за коначни резултат. Овај резултат је први пут коришћен на Летњим олимпијским играма 1956. године. Пет дисциплина је одржано у једном дану — уместо четири до шест — од Летњих олимпијских игара 1996. надаље.

### Предложена замена јахања
Дисциплина јахања изазвала је критике током Летњих олимпијских игара 2020. након што су се више спортиста у женској дисциплини борило да контролишу своје насумично додељене коње. Ово је кулминирало тиме што је тренер немачког тима, Ким Рајснер, уклоњен са такмичења након што је ударио коња песницом. Након Игара, у новембру 2021. објављено је да UIPM отвара консултације о предложеној замени јахања другом дисциплином. Одлука је ратификована током конгреса UIPM-а 27. новембра 2021. године, са изменама за које је намера да се примене на Летњим олимпијским играма 2028. године.